# Маєток (короткометражний фільм, 2020)
Маєток — короткометражний фільм 2020 року, знятий за мотивами однойменного оповідання Чайни М'євіля, сценарист і режисер Том Гарберд.

## Про фільм
Кошмари усередині міста. Темна екологічна притча, сучасна казка, розказана на старий лад — із вишкіреними зубами в кінцівці. Олень з палаючими рогами; агресивні лисиці і кінець існування відомого нам людства.

## Знімались
| Актор           | Роль          |
| --------------- | ------------- |
| Семюел Андерсон | Рік           |
| Домінік Тіппер  | Даяна         |
| Мартін Макканн  | Дан           |
| Сіма Боврі      | консультантка |
| Чарльз Мнене    | Додж          |